# Alceo Dossena
Alceo Dossena (Cremona, 9 ottobre 1878 – Roma, 11 ottobre 1937) è stato uno scultore e falsario italiano.

## Biografia
Alceo Dossena fu una delle figure più enigmatiche e affascinanti del mondo dell'arte: creò autentici capolavori che venivano attribuiti dagli studiosi e dai direttori di musei e gallerie di volta in volta a Giovanni e Nino Pisano, a Simone Martini, al Vecchietta, all'Amadeo, a Donatello, a Mino da Fiesole, a Desiderio da Settignano, ad Andrea del Verrocchio, ad Antonio Rossellino e altri celebri maestri del passato, tutte opere che mai nessuno sospettò potessero essere realizzate da uno scultore contemporaneo.
Sposatosi nel 1900 con Emilia Maria Ruffini, si trasferì a Parma dove rimase fino al 1915, operando insieme allo scalpellino Umberto Rossi. I due diedero vita a una piccola società che lavorava per chiese e cimiteri. Allo scoppio della prima guerra mondiale fu arruolato nell'aeronautica, mandato a Perugia e in seguito trasferito a Roma per lavorare in un deposito dell'arma. Alla fine della guerra si stabilì definitivamente a Roma producendo rilievi in terracotta e in marmo. Una delle sue opere suscitò l'interesse dell'antiquario Alfredo Fasoli, che cominciò a commissionare al Dossena sculture in stile antichizzante per rivenderle come originali. Queste sculture possedevano un pregio che raramente si può riscontrare nelle opere di un falsario: avevano la forza dell'originalità, infatti non si trattava di copie di esemplari noti, ma di modelli creati ex novo, semplicemente realizzati secondo i dettami stilistici e le tecniche esecutive dell'antichità classica, del romanico, del gotico o del Rinascimento.
Realizzate spesso in collaborazione con i figli Alcide e Walter, erano di qualità così straordinariamente elevata che alcuni mercanti italiani poco onesti le piazzarono all'estero, in particolare negli Stati Uniti, dove furono esposte in alcuni dei principali musei. Fino all'epoca del grande scandalo (1928), quando le sculture vennero riconosciute false,  venivano considerate dagli studiosi come opere originali.

## Lo scandalo
Già da alcuni anni circolavano voci riguardanti l'autenticità di alcune opere che pervenivano sempre più numerose ai musei stranieri. Nel 1928 fu lo stesso Dossena a dichiararsene autore in seguito alla rottura dell'accordo con il Fasoli ed altri antiquari che gli commissionavano opere di qualità ma che lo ricompensavano con somme modeste.
Gli antiquari coinvolti tentarono di mettere a tacere lo scandalo, ma Dossena fu ugualmente portato in tribunale, dove grazie alla difesa del concittadino Roberto Farinacci, gerarca fascista e avvocato, fu prosciolto per insufficienza di prove. Venne sostenuta la tesi che egli fosse vittima delle speculazioni degli antiquari. A questo punto il suo nome divenne famoso a livello internazionale, e Dossena cominciò a firmare le sue opere.
Recentemente gli è stata attribuita una monumentale Deposizione dalla Croce, che si trova in Francia nella chiesa parrocchiale di Saint-Germain-en-Laye, cittadina alle porte di Parigi. Si tratta di una scultura ispirata alla Deposizione dalla Croce di Benedetto Antelami, conservata nel duomo di Parma, risalente al 1178. L’opera fu donata alla chiesa dalla famiglia di Arnaud-Marie Duperrier (1864-1941), scultore e mercante d’arte francese che l'aveva acquistata e trasportata in Francia da Parma, dove venne realizzata, presumibilmente su commissione, nella bottega Dossena-Rossi tra il 1908 e il 1912.
Un ulteriore dato a conferma dell’attribuzione della paternità di tale opera ad Alceo Dossena ce lo fornisce l'archeologo e collezionista Ludwig Pollak, già direttore del museo Barracco di Roma, che nelle sue memorie scrive:
(Ludwig Pollak,  Römische Memoiren. Künstler, Kunstliebhaber und Gelehrte 1893-1943, traduzione libera)
Altri importanti interventi che approfondiscono le vicende dell’artista cremonese provengono da Romano Ferrari, il quale ha ripercorso le memorie di un giornalista, Giovanni, testimone degli ultimi anni di vita di Alceo Dossena, che, seppur romanzate, donano sfaccettature tanto inedite quanto veritiere della figura di questo scultore e falsario italiano.

## Retrospettive
- Il falso nell'arte. Alceo Dossena e la scultura italiana del Rinascimento, MART - Museo d'Arte Moderna e Contemporanea di Trento e Rovereto, 3 ottobre 2021 - 9 gennaio 2022, a cura di D. Del Bufalo, Ma. Horak, V. Sgarbi.
- FAKES, da Alceo Dossena ai falsi Modigliani, Palazzo Bonacossi, Ferrara, 7/4- 31/7/2022 prorogata sino al 25/9/2022.[5][6]